# Trần Duy Khôi
Trần Duy Khôi (sinh 20/07/1997 tại Quận 1, Thành phố Hồ Chí Minh)  là một kình ngư bơi lội Việt Nam. Anh thi đấu cho đội tuyển Việt Nam tại Asian Games 2014. Asian Games 2014, anh thi đấu nội dung bơi ngửa và bơi hỗn hợp cá nhân nam. Trình độ của anh được thể hiện qua nội dung 400m hỗn hợp cá nhân nam, hoàn thành sự kiện này với vị trí thứ 7 và đã phá vỡ kỷ lục quốc gia với thời gian 4 phút 24,54 giây. Duy Khôi được đào tạo môn bơi lội từ nhỏ và khi chỉ mới 15 tuổi, anh được cho là niềm hy vọng của bơi lội Thành phố Hồ Chí Minh và Việt Nam khi đạt được rất nhiều thành tích tuy tuổi còn trẻ. Tại Sea Games 28, anh đã giành Huy chương đồng nội dung 100m bơi ngửa nam ...